# Eccles, West Virginia
Eccles är en ort i Raleigh County i delstaten West Virginia, USA.